# Flugingenieur

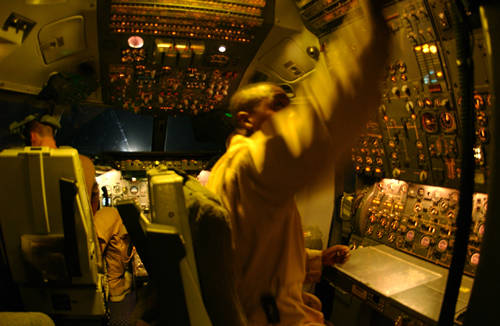
Flugingenieur bei der Arbeit an Bord einer KC-10

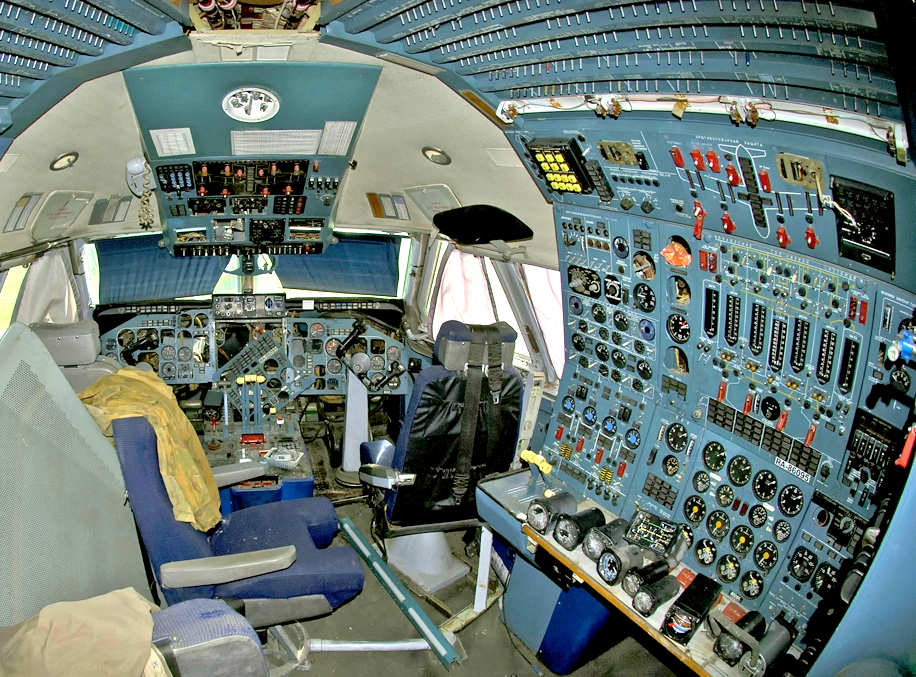
Arbeitsplatz eines Flugingenieurs an Bord einer Iljuschin Il-86

Ein Flugingenieur (auch Bordingenieur oder Zweiter Offizier genannt) ist ein Cockpitmitglied und gehört zur Mindestbesatzung älterer großer Verkehrsflugzeuge mit einem Dreipersonencockpit. Er ist neben dem Kapitän (Kommandant) und dem Kopiloten (auch Erster Offizier genannt) das dritte Besatzungsmitglied im Cockpit. In Deutschland führt eine eigenständige zweieinhalbjährige Ausbildung, die mindestens ein Fachhochschulstudium voraussetzt, zur Flugingenieurslizenz.
Der Flugingenieur hat die Aufgabe, die Flugzeugsysteme wie die Druckkabine, die Treibstoffversorgung und die Triebwerke zu überwachen und zu bedienen. Im Fehlerfall sorgt er für Abhilfe. Er liest Checklisten und führt am Boden sowie in der Luft die technischen Kontrollen des Flugzeugs durch. Seit den 1980er Jahren werden die Aufgaben des Flugingenieurs aufgrund fortschreitender Automatisierung der Cockpits weitgehend von den Piloten wahrgenommen.

## Geschichte
Zu Beginn der Luftfahrt waren neben den Piloten weiteres Personal zum Betrieb großer und komplexer Luftfahrzeuge notwendig. In den frühen Jahren der Fliegerei gab es auf Langstreckenflügen einen Funker an Bord, der für die Kommunikation zuständig war. Dies war bald den Piloten selbst durch verbesserte und vereinfachte Funkgeräte möglich. Hatte der Navigator bis Mitte der 1960er Jahre mit großem Aufwand über den Weltmeeren die Position des Flugzeugs bestimmt, so übernahmen das mit der Zeit Navigationssysteme wie Inertiales Navigationssystem (INS) und Flight Management System (FMS). Der technische Fortschritt führte im Cockpit zu stetiger Verbesserung der Unterstützung der Piloten, jedoch zunächst nicht zum Wegfall des Flugingenieurs.  Im Jahre 1981 in der Boeing 767, 1982 mit der Boeing 757 und dem Airbus A310 und 1987 mit Einführung des Airbus A320 hielt der Computer umfassenden Einzug in das Cockpit. Die routinemäßigen Arbeiten im Normalbetrieb wurden deutlich verringert, die Komplexität jedoch erhöht.  Es dauerte nicht lange, bis auch die großen Verkehrsflugzeuge wie Boeing 747 und Airbus A340 mit diesen Techniken ausgerüstet waren. Systeme wie EICAS gaben dem Piloten Auskunft über die verschiedenen Flugzeugsysteme, so dass von nun an die beiden Piloten die Aufgaben des Flugingenieurs übernehmen mussten.
Heute werden Flugingenieure nur noch beim Betrieb älterer Flugzeugmuster oder spezieller Luftfahrzeuge wie Schwertransporter eingesetzt. Keine Flugingenieure, aber mit ähnlichen Aufgaben betraute Bordtechniker oder Flugtechniker werden noch in der militärischen Luftfahrt, der Polizei und in der Luftrettung beschäftigt.

## Lizenz für Flugingenieure

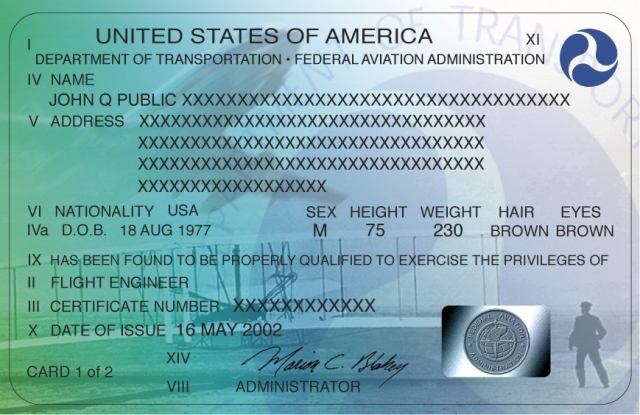
US-amerikanische Lizenz für Flugingenieure

Die Ausbildung und Lizenzierung ist von der Internationalen Zivilluftfahrtorganisation (ICAO) im Anhang der Konvention der Internationalen Zivilluftfahrtorganisation geregelt. Um die Tätigkeit als Flugingenieur ausüben zu können, sind folgende Bedingungen zu erfüllen:
- Mindestens 18 Jahre alt
- Medizinisches Tauglichkeitszeugnis

Kenntnisse:
- Luftrecht
- Luftfahrttechnik
  - Grundprinzipien von Antriebssystemen in Flugzeugen
  - Betrieb von Luftfahrtantrieben
  - Flugzeugrumpf, Tragwerk, Leitwerk, Fahrwerk, Korrosion und Ermüdung
  - Eis- und Regenschutz
  - Druckkabine, Klimaanlage und Luftversorgung
  - Hydraulischen und Pneumatische Systeme in Luftfahrzeugen
  - Elektrische Systeme in Luftfahrzeugen
  - Fluginstrumente und Avionik
  - Beschränkungen der Flugzeuge
  - Feuerlöschsysteme
  - Überprüfung und Nutzung von Ausrüstung und Systemen in Flugzeugen, Flugzustände und Beladung
  - Weight and Balance
  - Auswerten von Daten während des Fluges
  - Feststellung von Schäden und Mängeln
- menschliches Leistungsvermögen
- Meteorologie
- Betriebliche Verfahren
  - Allgemeine Luftfahrzeugkunde
  - Grundlagen der Luftfahrzeug-Instandhaltung, Störmeldungen und Preflight-Check
  - Flugverfahren, Normal- und Notfallverfahren
  - Verfahren für Fracht und Gefahrgut
  - Grundlagen des Fliegens
  - Aerodynamik
  - Kommunikation und Sprechfunkverfahren

Der Flugingenieur soll die ersten 100 Flugstunden als Flugingenieur unter Aufsicht einer Person durchführen, welche für diese Aufgabe ausgebildet wurde.

### Deutschland
Die Ausbildung von Flugingenieuren wird national in § 3 LuftPersV umgesetzt. Dabei wird auf die Bekanntmachung der Bestimmungen über die Lizenzierung von Flugingenieuren (JAR-FCL 4) verwiesen.
Voraussetzung:
- Medizinisches Tauglichkeitszeugnis Klasse I
- Kenntnisse in Luftfahrttechnik auf Hochschulniveau oder Lizenz für freigabeberechtigtes Personal für Luftfahrzeuge Klassen B1, B2 oder C

Ausbildung:
- Theoretischer Lehrgang für Flugingenieure
- Nachweis der Kenntnisse der englischen Sprache oder Sprechfunkzeugnis AZF
- Einweisung in die Instandhaltung von Flugzeugen mit 100 Stunden Theorie und 30 Tagen Praktikum
- Fliegerische Einweisung
- Lehrgang für die Zusammenarbeit der Flugbesatzung
- Musterberechtigungen auf einem Flugzeug mit zwei Piloten, zu dessen Mindestflugbesatzung ein Flugingenieur gehört

Die Lizenz für Flugingenieure wird für fünf Jahre ausgestellt. Die Rechte des Flugingenieurs sind eingeschränkt, bis er eine Flugerfahrung von 100 Stunden unter direkter Aufsicht eines Ausbilders für Flugingenieure nachgewiesen hat. Flugingenieure haben als Nachweis ihrer Tätigkeit ein Flugbuch zu führen.
Die Anzahl der in Deutschland gültigen Lizenzen für Flugingenieure verringerte sich im Zeitraum von 1991 bis 2023 von 1.100 auf 1.

### Ausübung der Rechte
Ein Flugingenieur darf bei der Beförderung von Fluggästen nur tätig werden, wenn er innerhalb der vorangegangenen 90 Tage auf einem Flug als Flugingenieur auf einem Flugzeug oder Flugsimulator desselben Musters tätig war. Die Gültigkeit der Musterberechtigungen beträgt ein Jahr. Für die Verlängerung ist notwendig:
- Zehn Flüge als Flugingenieur auf dem Flugzeugmuster. Diese können durch einen Flug mit einem Prüfer ersetzt werden
- Befähigungsüberprüfung

### Zusatzausbildung
- Lehrberechtigung für Flugingenieure TRI(E)
- Prüfer für Flugingenieure TRE(E)

## Verkehrsflugzeuge der letzten 50 Jahre mit 3-Personen-Cockpit
Hier sind Verkehrsflugzeuge aufgelistet, deren Erstflug ab dem Jahr 1955 stattgefunden hat.
- Aérospatiale-BAC Concorde
- Airbus: A300 bis einschließlich Serie B4-200, nicht die Varianten B4-200-203FF und 220FF
- Aviation Traders ATL-98
- Boeing: 707 und 720 (anfangs 4-Mann mit Navigator bei Überwasserflügen, bei Lufthansa: mit 2 Navigatoren bei Polflügen), 727, 747 Serien -100 bis -300, 747SP
- Canadair CL-44
- Convair CV-880, Convair CV-990
- Dassault Mercure
- Hawker Siddeley Trident
- Lockheed L-1649A Starliner
- Lockheed L-188 Electra
- Lockheed L-1011 TriStar
- McDonnell Douglas: DC-8, DC-10 (nicht MD-10)
- Shaanxi Y-8
- Shanghai Y-10
- Sud Aviation Caravelle
- Vickers Vanguard
- Vickers VC10
- Xian Y-7
- nahezu alle Maschinen aus der Sowjetunion; hier teilweise sogar 4-(Navigator) oder 5-Mann (plus Funker), unter anderem die Tupolew Tu-144